# زانوی احد
زانوی عهد (عبری: הַבֶּרֶךְ‎‎، آوانگاری: Habereḵ، ت. «The Knee») فیلمی به کارگردانی نداو لاپید و به زبان عبری محصول مشترک کشورهای اسرائیل، فرانسه و آلمان است. این فیلم در بخش رقابتی جشنواره کن ۲۰۲۱ حضور داشت و توانست جایزه هیئت داوران را کسب کند.

## داستان
فیلم زانوی عهد در مورد یک سینماگر اسرائیلی است که برای نمایش یکی از فیلم‌هایش به یک دهکده دورافتاده می‌رود و در آن‌جا با یاهالوم، کارمند ورزات فرهنگ آشنا می‌شود.